# Locketina fissivulva
Locketina fissivulva là một loài nhện trong họ Linyphiidae.
Loài này thuộc chi Locketina. Locketina fissivulva được Alfred Frank Millidge & Anthony Russell-Smith miêu tả năm 1992.